# Celia Rose Gooding

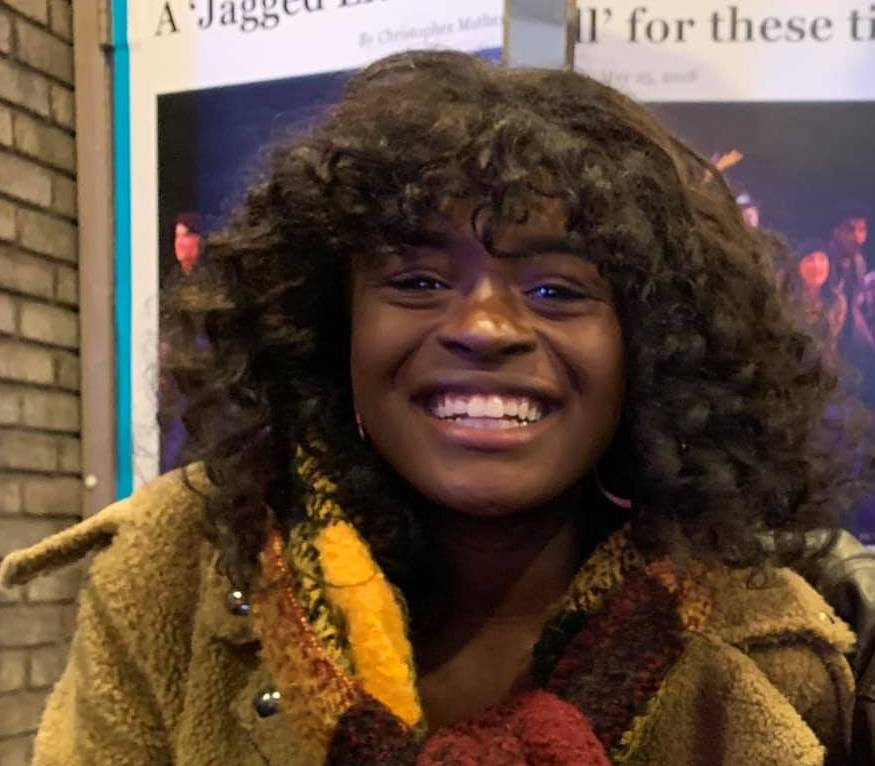
Celia Rose Gooding (2019)

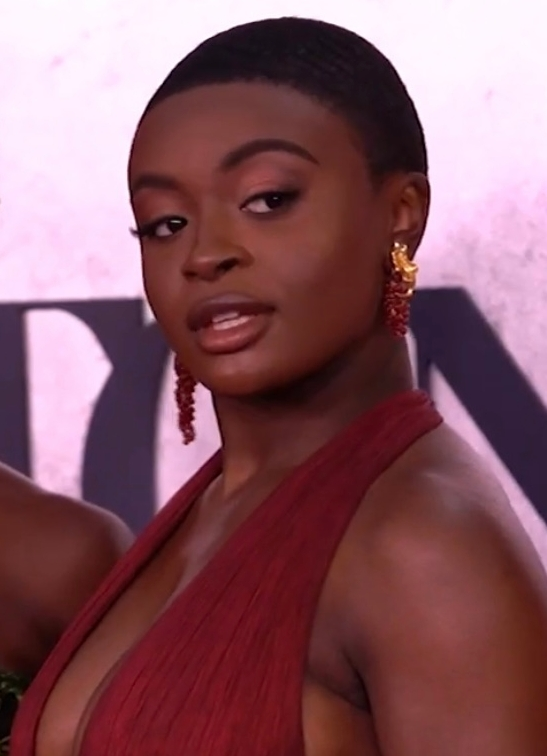
Celia Rose Gooding (2021)

Celia Rose Gooding (* 22. Februar 2000) ist eine US-amerikanische Schauspielerin und Sängerin.

## Leben
Gooding wuchs in New York City auf. Sie ist die Tochter der Schauspielerin, Sängerin und Tänzerin LaChanze (bürgerlich Rhonda LaChanze Sapp) aus deren erster Ehe. Ihr Vater war der Börsenhändler Calvin J. Gooding, der bei den Terroranschlägen vom 11. September 2001 ums Leben kam. Sie hat eine Schwester.
Sie besuchte die Hackley School in Tarrytown, New York, und erlernte dort die Schauspielerei. Anschließend studierte sie Schauspiel und Film im Berridge Conservatory in Brix, Frankreich, sowie Tanz am Alvin Ailey Institute in New York City. 2018 begann sie ein Studium als Musical-Darstellerin an der Pace University in New York City.
Ab Mai 2018 spielte sie eine der Hauptrollen in dem Jukebox-Musical Jagged Little Pill, basierend auf dem gleichnamigen Album von Alanis Morissette, zunächst in Cambridge und von 2019 bis 2020 am Broadway.
In der im Mai 2022 gestarteten Star-Trek-Fernsehserie Star Trek: Strange New Worlds spielt sie die Hauptrolle der Nyota Uhura.

## Filmografie
- 2020: Broadway Whodunit: Escape from Camp Eerie (Video)
- 2020: Broadway Whodunit: All Hallows’ Eve (Video)
- seit 2022: Star Trek: Strange New Worlds (Fernsehserie)
- 2023: Foul Play (Fernsehserie, 2 Folgen)
- 2023: Breakwater – Dämonen der Vergangenheit (Breakwater)
- 2023: Very Short Treks (Fernsehserie, eine Folge)

## Musicalrollen (Auswahl)
- 2018–2020: Jagged Little Pill (Frankie Healy)

## Auszeichnungen und Nominierungen
|      | Ergebnis | Kategorie                  | Award        |
| ---- | -------- | -------------------------- | ------------ |
| 2021 | Gewonnen | Best Musical Theater Album | Grammy Award |